# 金邁淳
金 邁淳（キム・メスン、きん まいじゅん、朝鮮語: 김매순、1776年 - 1840年）は、李氏朝鮮の文臣、儒学者。号は「台山」。『朱子大全箚疑問目標補』という『朱子文集』の注釈書を著わす。

## 研究
金邁淳は、日本の儒教について、基本的には低い評価しか与えていない。
太宰春台の『論語古訓外伝』は、朝鮮にも伝わっていたが、金邁淳は『論語古訓外伝』に目を通し、以下のように評している。
金邁淳は、太宰春台は程朱（程顥、程頤、朱熹）を罵って余すところがなく、さらに『孟子』まで批判してその性善説を誤まりとしたが、阮元は、程朱について心の内では批判的であっても、露わに口に出すことをせず、『孟子』も『論語』と同じく経書として扱い、敬意を示している、と主張している。そして、太宰春台と阮元の違いが生じる理由を、日本は遠く海外の僻地にあり、君を尊んだり師を敬ったりする道徳性が全く欠如しており、自己本位で遠慮というものがない。対して中国は、儒教の伝統が存在するから『孟子』も尊ばれ道徳性も備わっている、と主張している。また、日本人の著作をそれほど多く読むことはできないが、学術が皆この著作のようなものであれば、ない方がましであり、夷狄が遠方でわけのわからない言葉で何を叫ぼうと、それを論ずる必要はない、と主張している。